# Sixte-Henri de Bourbon-Parme
Pour les autres membres de la famille, voir Maison de Bourbon-Parme.
Sixte-Henri de Bourbon, né le 22 juillet 1940 à Pau, est un membre de la maison ducale de Parme et un homme politique franco-espagnol, chef de file de la Communion carliste traditionaliste, et prétendant au trône d'Espagne en qualité de descendant du roi Philippe V. 
La Communion traditionaliste, dont le prince est le prétendant, se veut la représentante du « carlisme originel  » respectant la devise : « Dieu, la Patrie, les Fors, le Roi ». Pour lui et ses partisans, il porte les titres de courtoisie de duc d'Aranjuez, infant d'Espagne, prince de Parme et de Plaisance.
Il est aussi trente-quatrième dans l'ordre de succession légitimiste au trône de France étant un descendant direct de Philippe V, lui-même petit-fils de Louis XIV.
Il est proche de l’extrême droite antisémite.

## Biographie

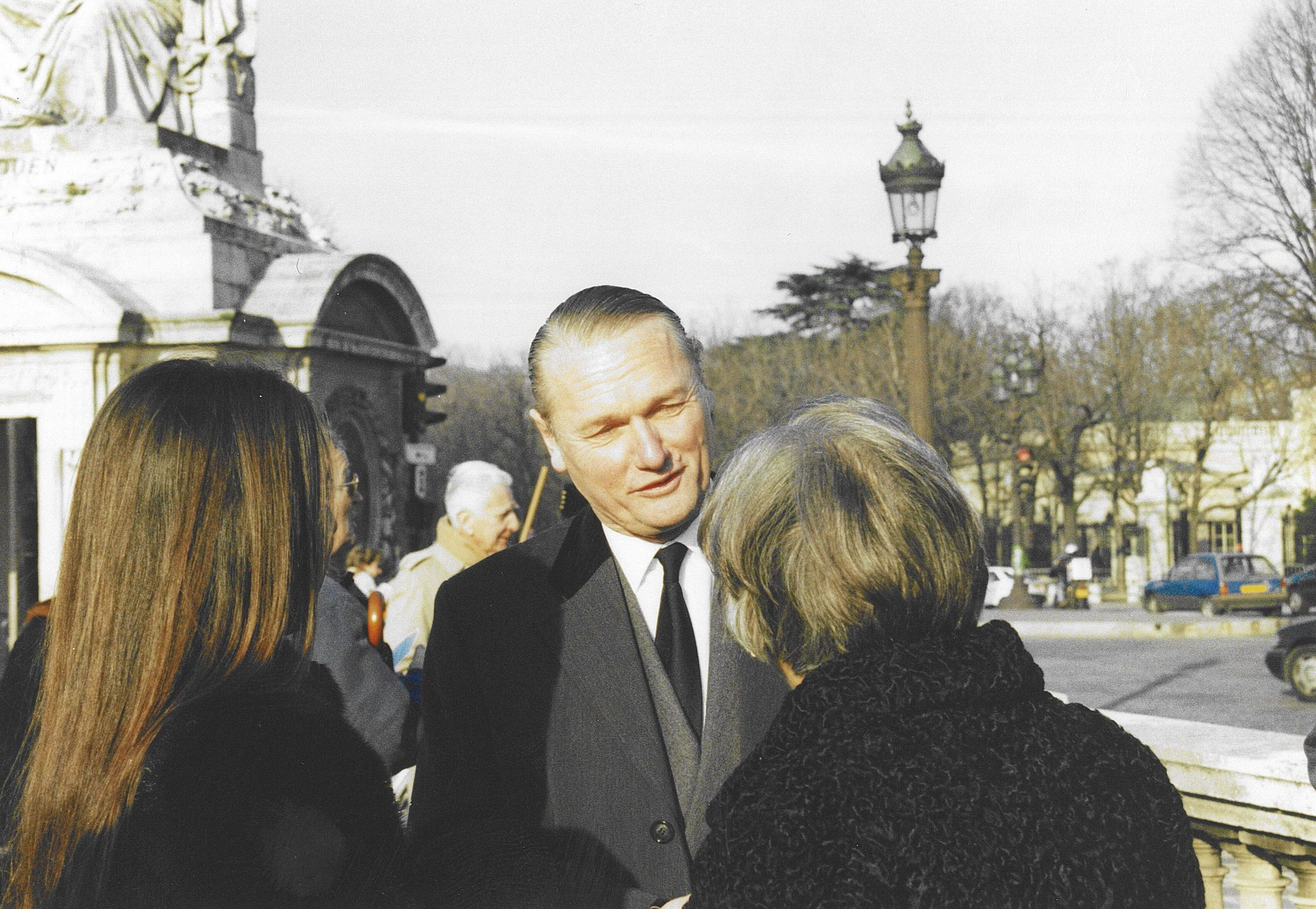
Sixte-Henri de Bourbon-Parme, place de la Concorde à Paris, le 21 janvier 1999. En arrière-plan Marcel Chéreil de la Rivière.

Né le 22 juillet 1940 à Pau, il est le benjamin de Xavier de Bourbon, prétendant au trône d'une branche du carlisme, comme régent, puis comme roi, et de Madeleine de Bourbon-Busset.
Il étudie dans divers collèges religieux, en France et au Québec, et complète sa formation avec des études de droit, de lettres classiques et modernes et de finance. Sous le nom de guerre d'Henri Aranjuez, il s'engage dans la Légion étrangère espagnole, en 1965. Mais, le 2 mai de la même année, il s'en fait expulser. Il s'engage ensuite dans l'armée portugaise, notamment en Angola. Opposé à la Constitution espagnole de 1978, il ne jura pas fidélité.
À la suite d'une brouille avec leur père, son frère Charles-Hugues fait évoluer idéologiquement le Parti carliste vers le socialisme autogestionnaire. Refusant cette évolution contraire selon eux aux origines mêmes du carlisme, une partie des carlistes se séparent du parti. Désireux de rester fidèle aux fondements originels, ils se regroupent au sein de la Communion carliste traditionaliste en 1972. À la mort de François-Xavier de Bourbon-Parme en 1977, la Communion carliste traditionaliste constate l'incapacité de son fils aîné Charles-Hugues à assurer ses fonctions de prétendant et désigne son cadet Sixte-Henri comme régent et prétendant au trône d'Espagne.
En janvier 2001, il est victime d'un grave accident de la route en Argentine et, depuis lors, rencontre des difficultés pour marcher. 
En 2005, il participe à une action, à Madrid, contre la Constitution européenne et rédige en 2006 une lettre à Benoît XVI pour sa visite en Espagne.

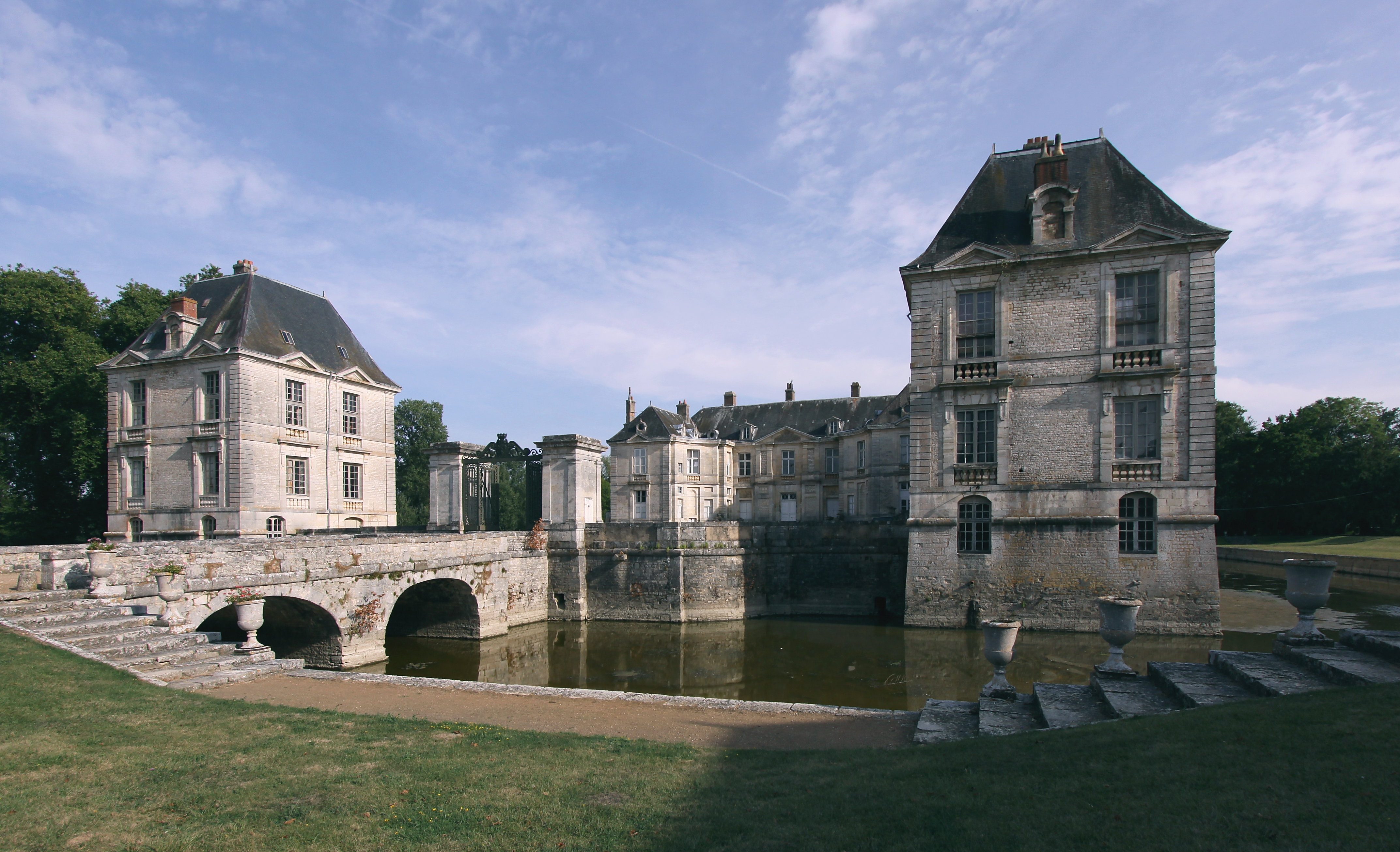
La demeure de Lignières.

Il réside sporadiquement au château de Lignières, dans le Cher, héritage de son grand-père maternel, Georges de Bourbon, vicomte de Busset, comte de Lignières. L'édifice est classé monument historique depuis 1935, mais est en triste état et se dégrade d'année en année, faute d'entretien. Les communs sont, pour la plupart, en ruines et sans doute perdus.
Depuis 2010, il est président d'honneur de l'association franco-andorrane, Alliance pyrénéenne.
Il a, à plusieurs reprises, reçu le soutien de personnalités du Front national,,, pour lequel il ne cache pas ses sympathies.
Il est « grand maître » d'une des branches de l’« ordre de Saint-Lazare » depuis 2015.
Il participe en février 2020 à une réunion organisée par « Amitié et Action française », une dissidence de l’Action française, dirigée par l’avocat Elie Hatem, au coté notamment d'Yvan Benedetti (dirigeant du Parti nationaliste français), de Jérôme Bourbon (directeur du journal antisémite Rivarol), d'Alain Escada (chef des nationaux-catholiques de Civitas), de Marion Sigaut, de Pierre-Antoine Plaquevent, ou encore de Stéphanie Bignon (de Terre et Famille, proche de Civitas).

## Titulatures de courtoisie

### Titulature au sein de lamaison de Bourbon-Parme
- depuis le 22 juillet 1940 : Son Altesse royale le prince Sixte-Henri de Bourbon-Parme, prince de Parme et de Plaisance

### Titulaturecarliste
Son père, le prince Xavier, se proclame le 30 mai 1952, « roi d'Espagne » de la tradition carliste et octroie à Sixte-Henri et à sa fratrie le titre d'« infant d'Espagne ».
- 30 mai 1952 - 4 novembre 1963 : Son Altesse royale Sixto Enrique de Borbón, infant d'Espagne
- depuis le 4 novembre 1963 : Son Altesse royale Sixto Enrique de Borbón, infant d'Espagne, duc d'Aranjuez